# 林亭葳
林亭葳，台灣女性漫畫家，綽號葳葳，畢業於大葉大學造形藝術學系。

## 創作歷程

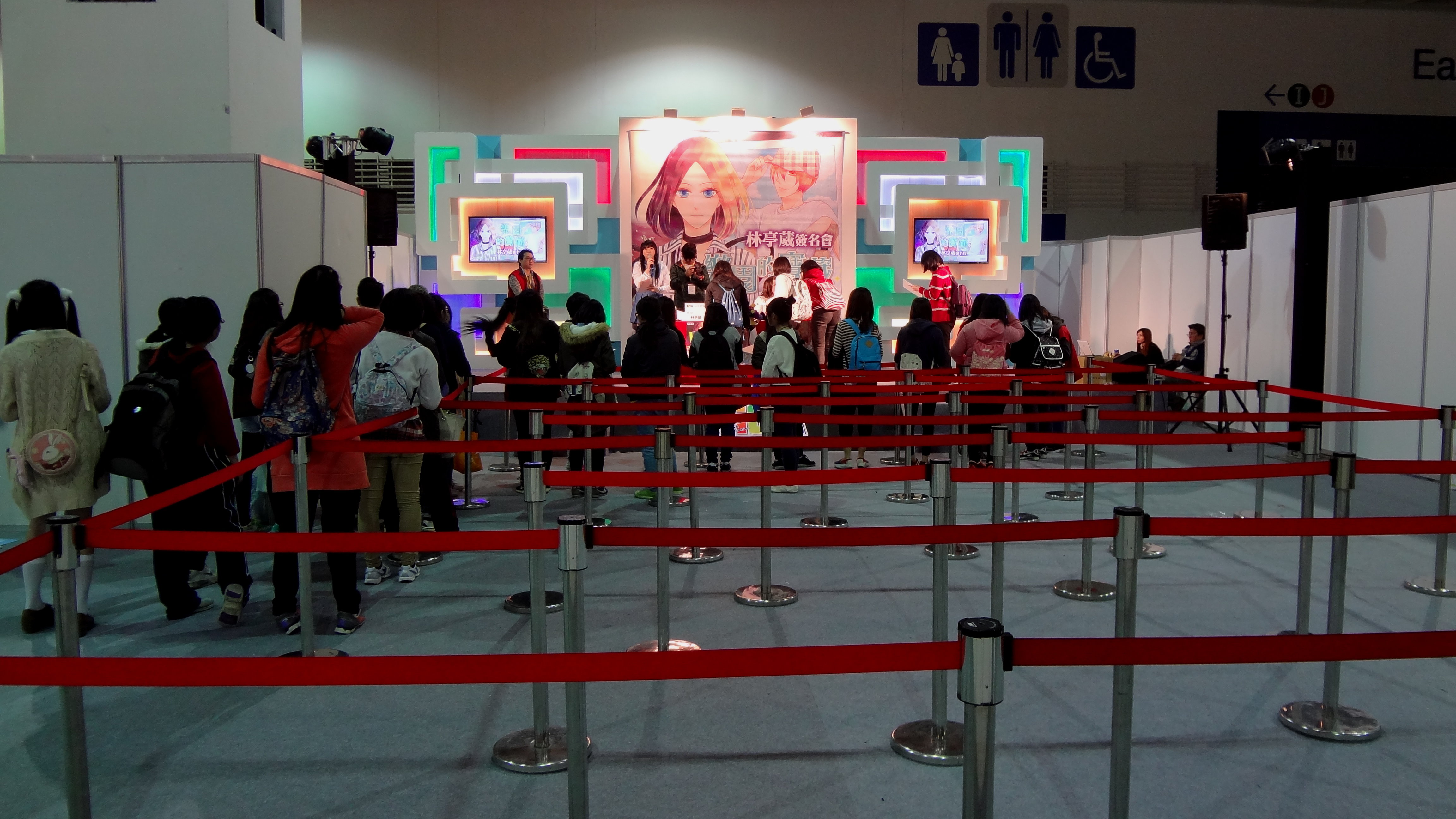
2016年台北國際動漫節，林亭葳《樂園的寶藏》簽名會

- 2010年2月，榮獲尖端出版第二屆少女漫畫新人獎冠軍。
- 獲獎作品《Dream Land～交織的夢～》刊登於《夢夢少女漫畫月刊》2010年8月號。
- 延續《Dream Land～交織的夢～》設定，第二篇故事《Dream Land～夢中勇士～》刊登於《甜芯少女漫畫月刊》2010年11月號。
- 第三篇故事《夢境地～Dream Land～》刊登於《甜芯少女漫畫月刊》2011年5～7月號。
- 2011年8月出版首本單行本《夢境地～Dream Land～》，並於漫畫博覽會舉辦簽名會。
- 最新作品《樂園的寶藏》，於《夢夢少女漫畫月刊》2011年8月號起連載中，於2016年台北國際動漫節舉辦簽名會。
- 2012年以《夢境地～Dream Land～》獲得金漫獎漫畫新人獎佳作。

## 作品特色
林亭葳的作品閱讀起來相當舒服，她以自己獨特的感性，引領讀者進入她的故事之中。畫風乾淨清新，想法天馬行空的她，在故事中也不忘穿插令人莞爾一笑的橋段。

## 已出版作品
- 《夢境地～Dream Land～》(全)
- 《樂園的寶藏》          (1~9完)